# 慕尼黑德比
慕尼黑德比（德語：Münchner Stadtderby）是德国慕尼黑的兩家足球俱樂部拜仁慕尼黑和慕尼黑1860之間的德比大戰。拜仁慕尼黑是德國實力最強的足球俱樂部，在慕尼黑德比中也有壓倒性的優勢，205場德比戰取得了104場勝利。由於拜仁慕尼黑現時長年處於頂級聯賽，慕尼黑1860則於2017年降落丙级聯賽作賽，自2008年兩隊再沒有在正式比賽碰面，慕尼黑1860只能在丙级聯賽及巴伐利亞地區聯賽與拜仁二队對抗。

## 歷史

### 早期（1902年至1933年）
儘管慕尼黑運動協會自1860年就已存在，但足球部門在1899年才成立的；另一方面拜仁慕尼黑由一個慕尼黑體操俱樂部會員所創立。第一場慕尼黑德比對決於1902年9月舉行。最初幾年拜仁慕尼黑在德比戰役中佔優勢。然而當時德国足球运动在地區層面上非常發達，這個對抗並不太引人注目，兩隊也與其他慕尼黑當地球隊如瓦克慕尼黑足球俱樂部（FC Wacker München）或1896年慕尼黑足球俱樂部（1. Münchner FC 1896）等展開對決。1930年代初，兩家俱樂部漸漸變得更加成功：1860慕尼黑在1931年打入德國足球錦標賽決賽，而拜仁慕尼黑則在一年後擊敗法蘭克福紅鷹。1933年,1860慕尼黑打進南德意志錦標賽決賽。

### 納粹時期（1902年至1933年）
在德國進入納粹時期兩家俱樂部都被編入新成立的巴伐利亞高盧聯賽。在這段時期由於許多猶太人足球員，例如庫爾特·蘭道爾被迫離開俱樂部，拜仁慕尼黑遭受影響。相比之下,1860慕尼黑因實施「亞利安條款」而影響較小。第二次世界大战時期，1860慕尼黑贏得他們的第一個獎杯—查默杯（後來成為德國盃），1943年再次進入國家季後賽，並達到了四分之一決賽。

### 日益加劇的競爭對決（1945年至1963年）
隨著第二次世界大戰結束，足球運動在民眾中迅速重新獲得人氣。早在1945年美國盟軍允許成立奧伯利加南部聯賽，與之前的巴伐利亞高盧聯賽不同，這個聯賽還包括來自黑森和巴登-符騰堡的隊伍，這使得拜仁慕尼黑和1860慕尼黑成為慕尼黑唯一的兩家俱樂部，從而加劇兩隊之間的競爭。其他慕尼黑本地隊伍的重要性開始下降。在這段時期，除了拜仁慕尼黑在1957年奪得德國盃冠軍外，兩隊幾乎沒有什麼值得稱道的成功。

### 爭奪霸權（1963年至1970年）
進入1960年中，德國足球協會在多特蒙德威斯特法倫會議中心金色大廳（Goldsaal）舉行的德國足協全體會議中進行投票，最終以103票贊成，26票反對的結果，確定在1963-64賽季設立德甲聯賽，德國足球協會對首屆德甲賽季的規定是每個城市只能有一支球隊晉級，由於規則不明確，1860慕尼黑獲得參加首屆德甲賽季，拜仁慕尼黑則被迫參加次級聯賽。在這兩個賽季中，1860慕尼黑贏得德國盃，隨後在歐洲賽場上取得成功，一路打進1965年歐洲盃賽冠軍盃決賽但最終敗給西汉姆联；拜仁慕尼黑則於1965年重返頂級聯賽。翌季1860慕尼黑奪得了他們的首個德甲冠軍，而拜仁慕尼黑則贏得德國盃冠軍。此後慕尼黑足球局勢開始轉變：雖然1860慕尼黑在德甲聯賽中獲得亞軍，但拜仁慕尼黑成功衛冕德國盃並在紐倫堡贏得歐洲盃賽冠軍盃。1969年，拜仁慕尼黑奪得他們的首個德國雙料冠軍，而1860慕尼黑跌至第十名，一年後從德甲聯賽中降級。

### 拜仁的黃金時代與1860的衰落（1970年至1994年）
隨著1860慕尼黑的降級，拜仁慕尼黑正式進入黃金時代成為國內強旅，首先他們從市立绿森林街畔体育场搬到更大的慕尼黑奥林匹克体育场；及後弗朗茨·貝肯鮑爾、蓋德·穆勒以及薛普·美亞組成的中軸陣容稱霸球場，在1972年至1974年間拜仁連續三次奪得德國冠軍，接著在1974年至1976年間又連續三次在歐洲賽場上獲勝，成就拜仁慕尼黑歷史上最輝煌的時期。在此期間，拜仁在德甲穩固了自己的地位，而1860則成為了一支昇降級頻繁的球隊。直到1999年，1860最後一次贏得德比戰是在1977年。即便是在經常進行的友誼賽中，拜仁也大多數時候佔據上風。

### 1860慕尼黑重返德甲（1994年至2004年）
1860慕尼黑經過在巴伐利亚足球联赛度過的13年後，1993年再次升入頂級聯賽。在前一賽季，拜仁慕尼黑已經奪得他們的第13個德甲冠軍頭銜。1999年11月27日，1860慕尼黑贏得22年來的第一場慕尼黑德比勝利。由於德國足球協會成功申辦2006年國際足協世界盃，兩家俱樂部考慮在新落成的安联竞技场共享主場的想法。

### 共享安聯球場（2005年至2017年）
在兩家俱樂部搬入安联竞技场的前一年，1860慕尼黑再次降級至德國足球乙級聯賽。自那以後，除了三場友誼賽外，兩隊只在2008年德國盃進行一場正式比賽，就在比賽舉行的前一天，一些不明身份的拜仁球迷將1860舊主場市立绿森林街畔体育场的部分區域塗成拜仁的俱樂部顏色，紅色和白色。2016-17年賽季結束後，1860慕尼黑被降至德國足球丙級聯賽。

### 1860慕尼黑重返舊主場（2017年至今）
2017年6月2日，由於投資者哈桑·伊斯梅克（Hassan Ismaik）不願支付所需費用，1860慕尼黑未能獲得2017-18年賽季丙级聯賽許可證，因此球隊在2017-18年賽季被降至巴伐利亞地區聯賽。2017年7月12日，拜仁慕尼黑宣布與1860慕尼黑結束共享球場的安排。隨後不久，1860慕尼黑宣布將在2017-18賽季回到舊主場市立绿森林街畔体育场。在降級到地區聯賽後，1860慕尼黑將與拜仁慕尼黑二隊進行比賽。

## 對賽統計
對賽統計截至2023年10月4日，最近一場慕尼黑德比於2008年2月27日。
| 赛事               | 场次 | 拜仁慕尼黑获胜 | 平局 | 1860慕尼黑获胜 |
| ------------------ | ---- | -------------- | ---- | -------------- |
| 德甲聯賽           | 38   | 23             | 7    | 8              |
| 次級聯賽及地區聯賽 | 117  | 58             | 30   | 29             |
| 德国足协杯         | 4    | 2              | 2    | 0              |
| 德國聯賽盃         | 2    | 2              | 0    | 0              |
| 慕尼黑盃           | 2    | 0              | 0    | 2              |
| 南德足球盃         | 2    | 1              | 1    | 0              |
| 友誼賽             | 39   | 18             | 10   | 11             |
| 總計               | 204  | 104            | 50   | 50             |

## 最近五場慕尼黑德比紀錄
| 日期          | 主場           | 赛事   | 比分 |
| ------------- | -------------- | ------ | ---- |
| 2004年7月19日 | 奧林匹克體育場 | 友誼賽 | 1–0  |
| 2005年6月2日  | 安聯競技場     | 友誼賽 | 1–0  |
| 2006年8月8日  | 安聯競技場     | 友誼賽 | 0–3  |
| 2008年1月26日 | 安聯競技場     | 友誼賽 | 1–1  |
| 2008年2月27日 | 安聯競技場     | 德國盃 | 1–0  |